# Wolfgang Sturm
Wolfgang Sturm (* 23. September 1927 in Jena; † 14. Juli 2015 in Braunschweig) war ein deutscher Lebensmittelchemiker.

## Leben
Sturm war Schüler des Humanistischen Gymnasiums in Jena, wurde kurz von Kriegsende zur Wehrmacht eingezogen und geriet dann in Kriegsgefangenschaft. 1947 bis 1952 studierte er Lebensmittelchemie an der Universität Jena und arbeitete dann nacheinander in der Qualitätskontrolle von Lebensmitteln im Amt für Material- und Warenprüfung in Altenburg und in einem Handelslabor. 1957 wechselte er zur Lebensmittelchemischen Untersuchungsanstalt des Hygiene-Instituts Hamburg. Das Analytische und Rohstoff-Labor der Firma Bahlsen in Hannover leitete er dann für 26 Jahre. Als akademischer Schüler von Helmut Thaler wurde Sturm 1968 an der Technischen Universität Braunschweig promoviert. Während seiner langjährigen Industrietätigkeit war Sturm zeitweise Lehrbeauftragter an der Johann Wolfgang Goethe-Universität Frankfurt am Main und arbeitete über Kakaobohnen im Lebensmittelgewerbe. Zwischen 1985 und 1992 war Sturm in Duisburg im Chemischen Untersuchungsamt und dann im Lebensmittelüberwachungsamt tätig. Er war einer der ersten Lebensmittelchemiker in Nordrhein-Westfalen, der im Vollzug der amtlichen Überwachung eingestellt wurde.
Als Experte für Hygienefragen nahm es an Anhörungen im zuständigen BRD-Bundesministerium teil. Es förderte die berufspraktische Zuständigkeit von Lebensmittelchemikern für die Themen Hygiene, Qualitätsmanagement und „Hazard Analysis and Critical Control Points“ (HACCP).
Sturm ist als Autor und Koautor von ca. 50 Veröffentlichungen, zahlreiche Vorträge und seine Beiträge zu dem Standardwerk „Lebensmittelführer“ (ISBN 978-3527317974) hervorgetreten.

## Auszeichnungen
- Ehrenmitglied im Landesverband der Lebensmittelchemiker im öffentlichen Dienst Nordrhein-Westfalens (seit 1992)
- Ehrenmitglied im Bundesverband der Lebensmittelchemiker im öffentlichen Dienst